# Бивни (фильм)
«Бивни» (англ. Tusks) — кинофильм 1988 года.

## Сюжет
Промысел одного из главных героев Роджера Сингха — охота на слонов в одной из стран Африки и последующая продажа их бивней за большие деньги.
Но привычный ритм его жизни рушится, из-за того, что в страну приезжает американская художница Майка Хилл. Цель её визита противоположна деятельности Роджера: не убийство слонов, пусть и за большие деньги, а наоборот пропаганда защиты животных, она дарит одну из своих картин, посвящённых защите природы народу африканской страны.
На фоне прекрасных пейзажей африканской саванны и разворачиваются приключения героев: Роджер Сингх похищает художницу Майку, она пытается выбраться из плена…

## Критика
В своем кинословаре итальянский киновед Морандо Морандини охарактеризовал фильм как африканские приключения, в которых нашлось место зоофилии, борьбе за окружающую среду и сексплотации.

## В ролях
- Джон Рис-Дэвис — Роджер Сингх
- Люси Гаттеридж — Майка Хилл
- Эндрю Стивенс — Марк Смит
- Джулиан Гловер — Ян Тейлор
- Венди Клиффорд — Джейн Тейлор
- Виктор Меллни — Фред Джонсон
- Секэ Садза — девушка Роджера